# Мак-Генри (округ, Северная Дакота)
Округ Мак-Генри (англ. McHenry County) располагается в штате Северная Дакота, США. Официально образован в 1873 году. По состоянию на 2013 год, численность населения составляла 5922 человека.

## География
По данным Бюро переписи США, общая площадь округа равняется 4 952,085 км2, из которых 4 853,665 км2 — суша и 38,000 км2, или 1,970 % — это водоемы.

## Население
По данным переписи населения 2000 года в округе проживает 5987 жителей в составе 2 526 домашних хозяйств и 1699 семей. Плотность населения составляет 1,00 человек на км2. На территории округа насчитывается 2 983 жилых строений, при плотности застройки менее 1,00-го строения на км2. Расовый состав населения: белые — 98,73 %, афроамериканцы — 0,08 %, коренные американцы (индейцы) — 0,40 %, азиаты — 0,03 %, гавайцы — 0,00 %, представители других рас — 0,05 %, представители двух или более рас — 0,70 %. Испаноязычные составляли 0,40 % населения независимо от расы.
В составе 28,30 % из общего числа домашних хозяйств проживают дети в возрасте до 18 лет, 58,20 % домашних хозяйств представляют собой супружеские пары, проживающие вместе, 5,60 % домашних хозяйств представляют собой одиноких женщин без супруга, 32,70 % домашних хозяйств не имеют отношения к семьям, 29,80 % домашних хозяйств состоят из одного человека, 15,40 % домашних хозяйств состоят из престарелых (65 лет и старше), проживающих в одиночестве. Средний размер домашнего хозяйства составляет 2,35 человека, и средний размер семьи 2,92 человека.
Возрастной состав округа: 24,00 % — моложе 18 лет, 5,90 % — от 18 до 24, 23,30 % — от 25 до 44, 25,10 % — от 45 до 64, и 25,10 % — от 65 и старше. Средний возраст жителя округа — 43 года. На каждые 100 женщин приходится 103,90 мужчин. На каждые 100 женщин старше 18 лет приходится 101,00 мужчин.
Средний доход на домохозяйство в округе составлял 27 274 USD, на семью — 35 676 USD. Среднестатистический заработок мужчины был 25 740 USD против 18 505 USD для женщины. Доход на душу населения составлял 15 140 USD. Около 12,00 % семей и 15,80 % общего населения находились ниже черты бедности, в том числе — 18,50 % молодежи (тех, кому ещё не исполнилось 18 лет) и 16,80 % тех, кому было уже больше 65 лет.